# Catena dell'Andolla
La Catena dell'Andolla (Portjengrat-Kette in tedesco) è un massiccio montuoso delle Alpi del Mischabel e del Weissmies nelle Alpi Pennine, posto tra Italia (Piemonte) ed Svizzera (Canton Vallese), prendendo il nome dal Pizzo d'Andolla che è la vetta più significativa.

## Geografia
Il gruppo montuoso raccoglie le montagne tra la Valle Anzasca, la Val d'Ossola e la linea di confine tra Italia e Svizzera. Ruotando in senso orario i limiti geografici sono: Passo del Monte Moro, alta Saastal, Passo dello Zwischbergen, Zwischbergental, Val Divedro, Val d'Ossola, Valle Anzasca, Passo del Monte Moro.

## Classificazione

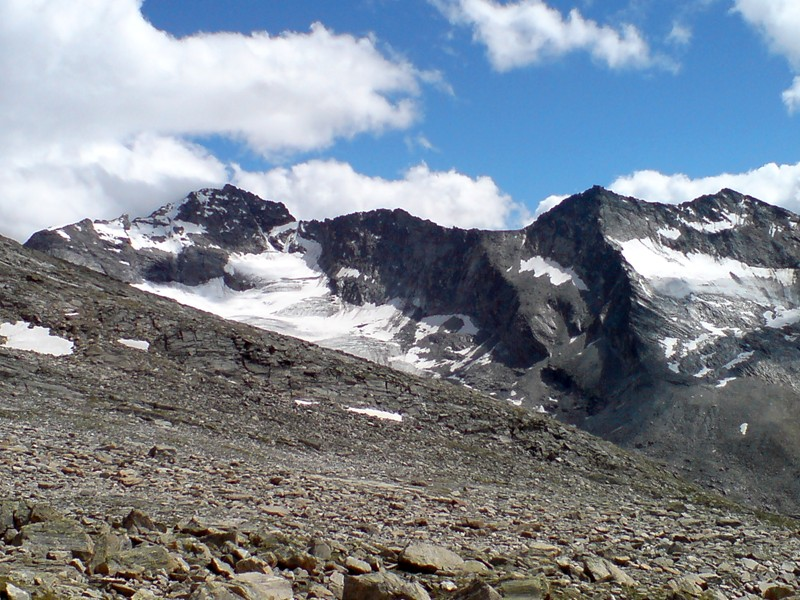
Visuale dal Zwischbergenpass. Da sinistra verso destra: Pizzo Bottarello, Sonniggrat (3339 m), Plattenhorn (3324 m) e Kanzilti (3308 m).

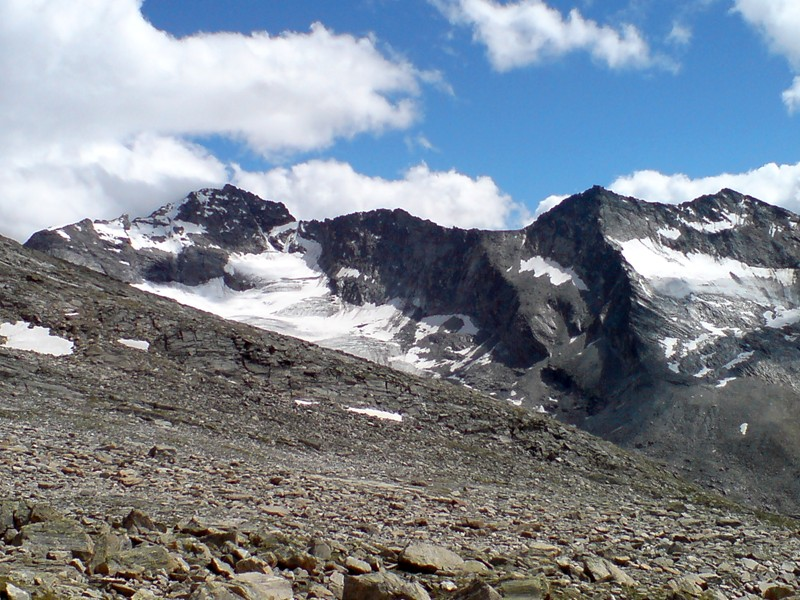
Pizzo Bottarello

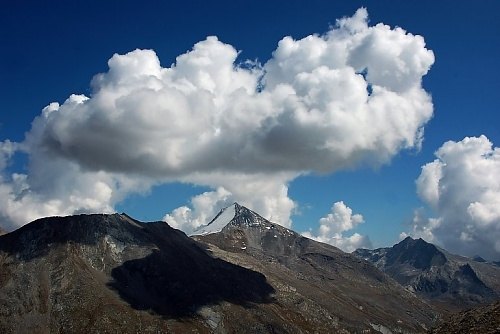
Stellihorn

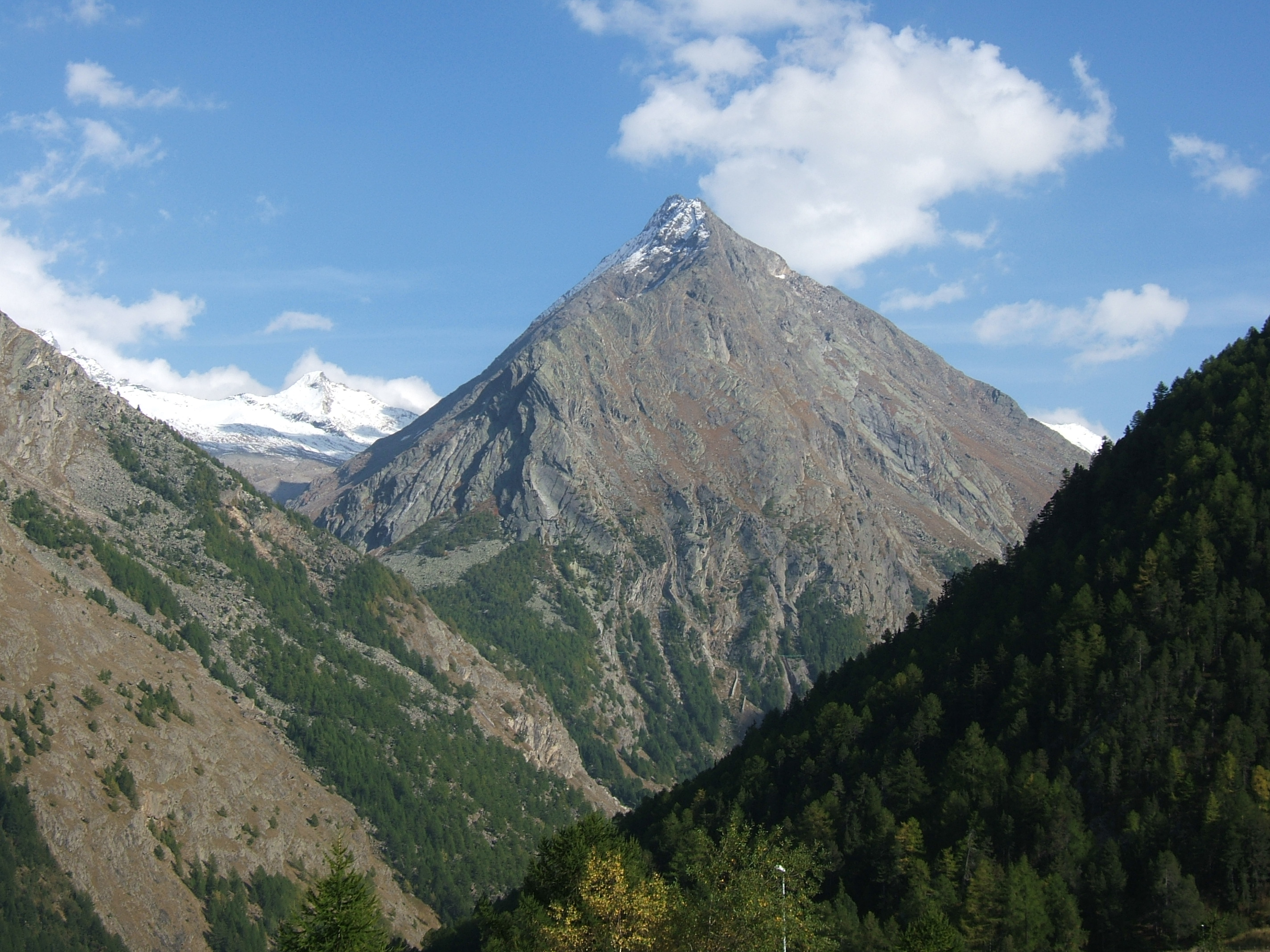
Almagellerhorn

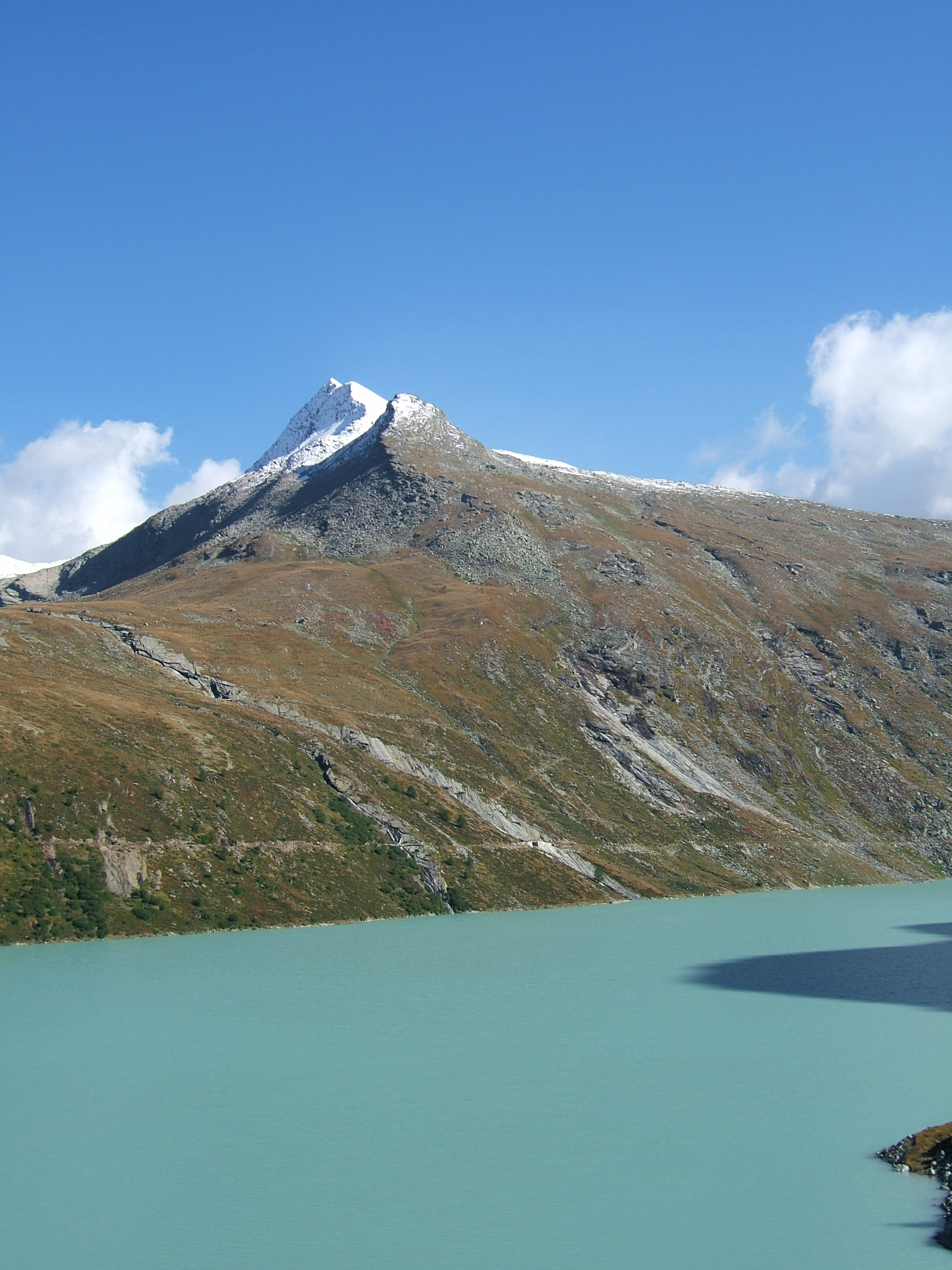
Punta di Saas

La SOIUSA individua la Catena dell'Andolla come un supergruppo alpino e vi attribuisce la seguente classificazione:
- Grande parte = Alpi Occidentali
- Grande settore = Alpi Nord-occidentali
- Sezione = Alpi Pennine
- Sottosezione = Alpi del Mischabel e del Weissmies
- Supergruppo = Catena dell'Andolla
- Codice = I/B-9.V-B

## Suddivisione
Il gruppo montuoso è suddiviso in due gruppi e sette sottogruppi:
- Gruppo Antigine-Bottarello-Andolla (4)
  - Catena Joderhorn-Antigine-Stellihorn (4.a)
    - Cresta Joderhorn-Antigine (4.a/a)
    - Catena dello Stellihorn (4.a/b)

  - Costiera Laugera-San Martini-Ton (4.b)
  - Cresta di Saas (4.c)
  - Sottogruppo Turiggia-Pozzuoli (4.d)
  - Gruppo del Pizzo d'Andolla (4.e)
- Gruppo Straciugo-Montalto (5)
  - Costiera Rosso-Straciugo-Pioltone-Albiona (5.a)
  - Sottogruppo del Montalto (5.b)

Il Gruppo Antigine-Bottarello-Andolla si trova ad occidente mentre il Gruppo Straciugo-Montalto si trova ad oriente. Il Passo d'Andolla e la Valle Antrona divide i due gruppi.

## Montagne
Le montagne principali del gruppo sono:
- Pizzo d'Andolla - 3.656 m
- Pizzo Bottarello - 3.487 m
- Stellihorn - 3.436
- Almagellerhorn - 3.327 m
- Plattenhorn - 3.324 m
- Punta di Saas - 3.188 m
- Pizzo d'Antigine - 3.188 m
- Joderhorn - 3.034 m
- Punta Laugera - 2.995 m
- Punta Turiggia - 2.811 m
- Pizzo Lamè - 2.792 m
- Pizzo San Martino - 2.733 m
- Pizzo Straciugo - 2.712 m
- Pizzo Montalto - 2.705 m
- Pizzo del Ton - 2.675 m
- Pizzo Giezza - 2.658 m
- Cima del Rosso - 2.624 m
- Camoscellahorn (oppure Pizzo Pioltone) - 2.612 m
- Pizzo Fornalino - 2.562 m
- Cima Verosso - 2.444 m
- Pizzo Albiona - 2.431 m
- Pizzo Ciapè - 2.394 m
- Cima Lariè - 2.144 m